# Callisphyris ficheti
Callisphyris ficheti là một loài bọ cánh cứng trong họ Cerambycidae.